# 訃報 1978年9月
訃報 1978年9月（ふほう 1978ねん9がつ）では、1978年（昭和53年）9月中に物故した、又は物故が報じられた人物についてまとめる。

## （1日 - 15日）

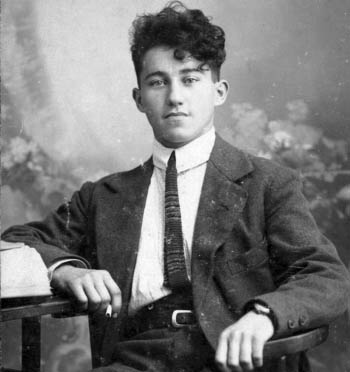
アドルフ・ダスラー／9月6日没

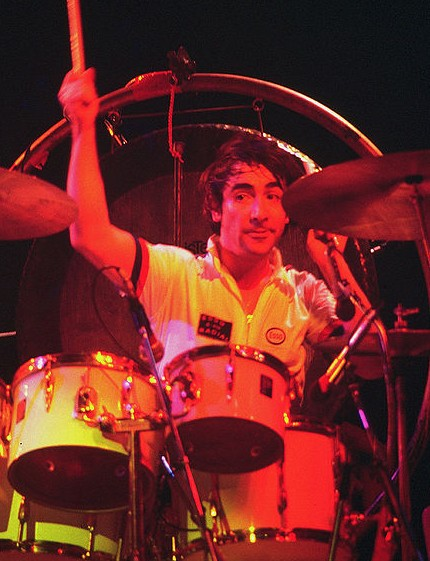
キース・ムーン／9月7日没

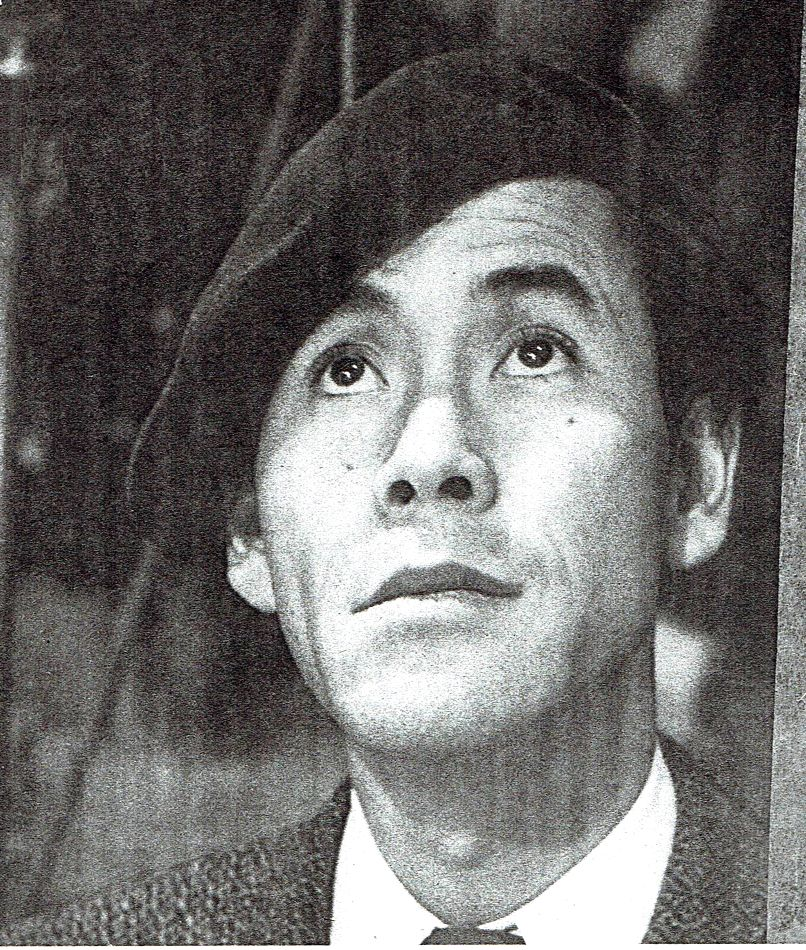
中平康／9月11日没

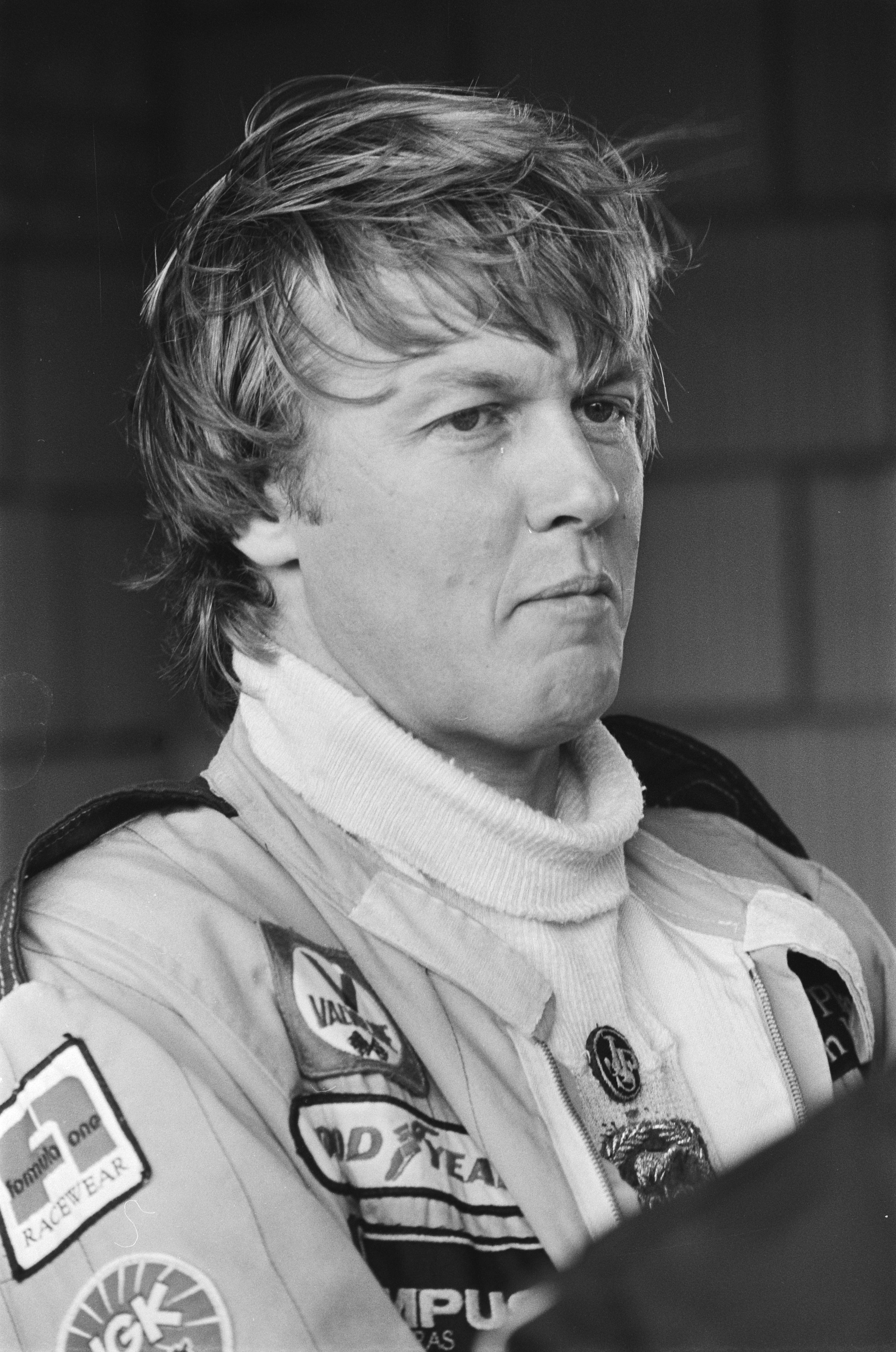
ロニー・ピーターソン／9月11日没

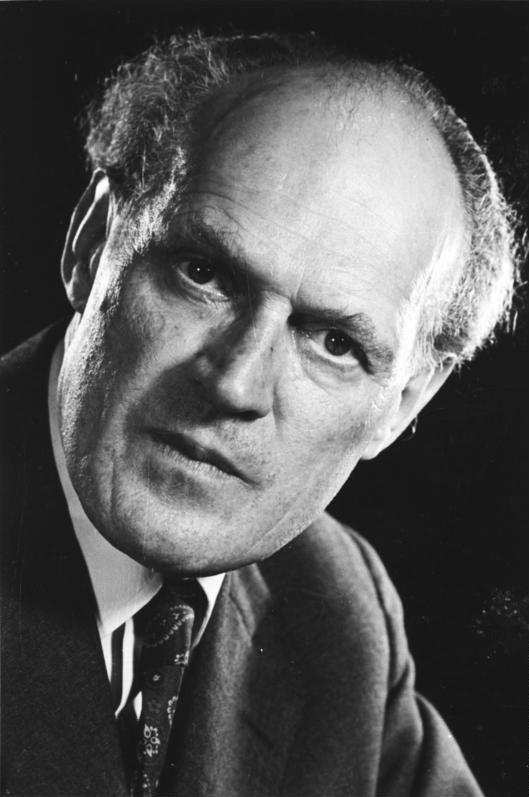
ウィリー・メッサーシュミット／9月15日没

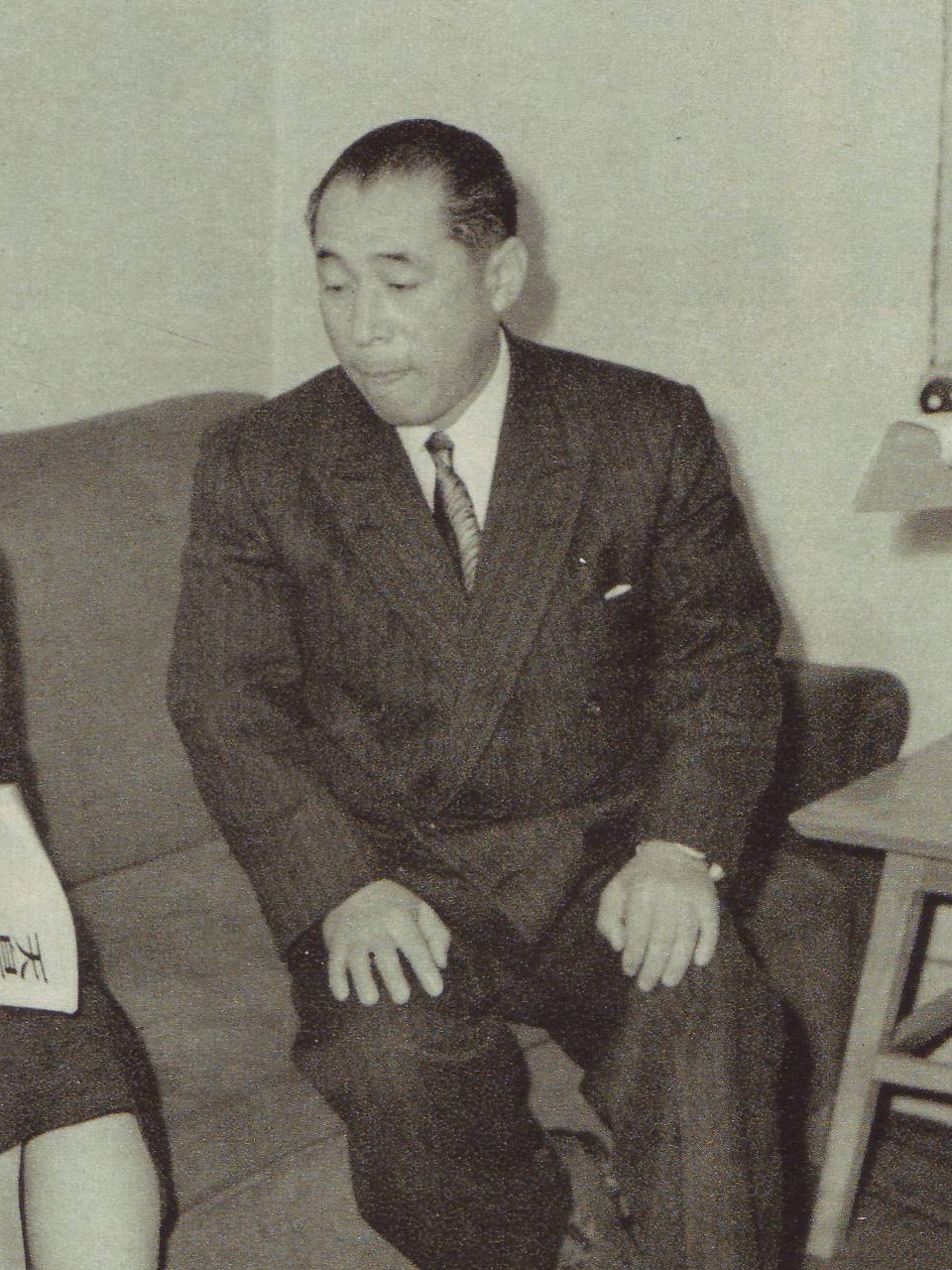
大蔵貢／9月15日没

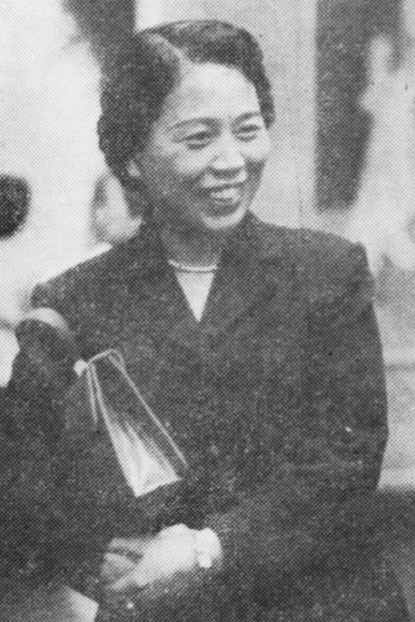
波多野勤子／9月15日没

- 9月1日 - 富山栄市郎、実業家・トミー創業者（* 1903年）
- 9月5日 - 韓益洙、政治家、軍人（* 1912年）
- 9月6日 - アドルフ・ダスラー、実業家・アディダス創業者（* 1900年）
- 9月7日 - キース・ムーン、ザ・フードラマー（* 1946年）
- 9月9日 - 阿部薫、サックス奏者（* 1949年）
- 9月11日 - 中平康、映画監督（* 1926年）
- 9月11日 - ゲオルギー・マルコフ、作家・ジャーナリスト（* 1929年）
- 9月11日 - ジャネット・パーカー、天然痘による世界最後の死者（* 1938年）
- 9月11日 - ロニー・ピーターソン、F1ドライバー（* 1944年）
- 9月13日 - 富士川漻、水産学者（* 1890年）
- 9月15日 - ウィリー・メッサーシュミット、航空機技術者（* 1898年）
- 9月15日 - 大蔵貢、弁士・新東宝社長・大蔵映画社長（* 1899年）
- 9月15日 - 波多野勤子、心理学者（* 1905年）

## （16日 - 30日）

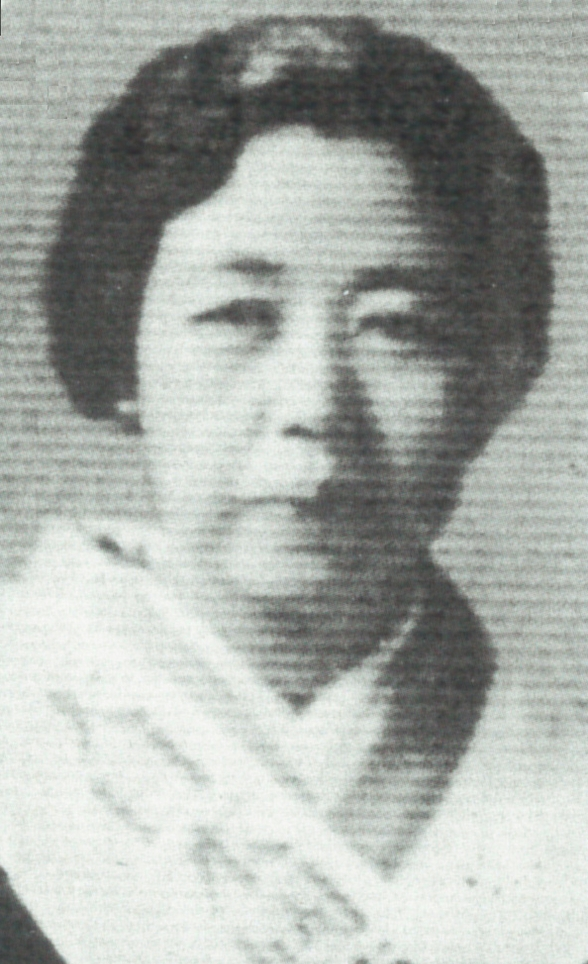
佐野文子／9月16日没

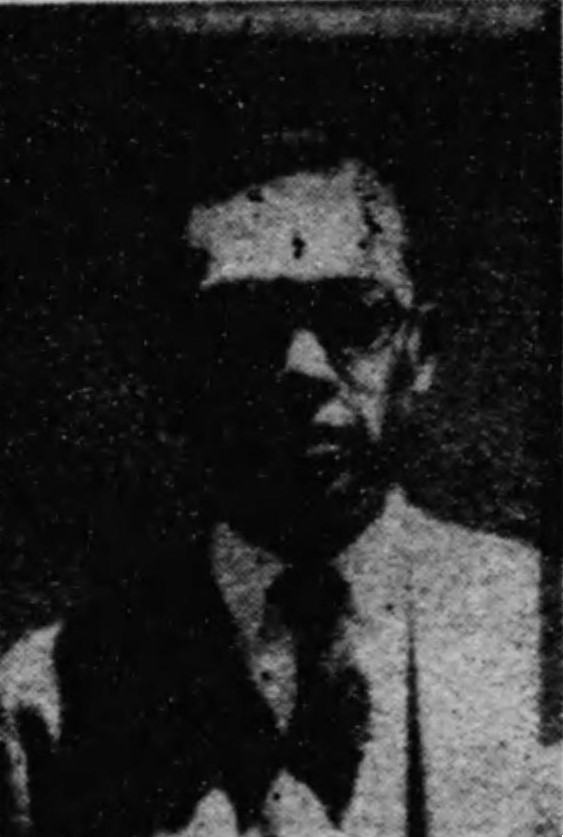
河口陽一／9月16日没

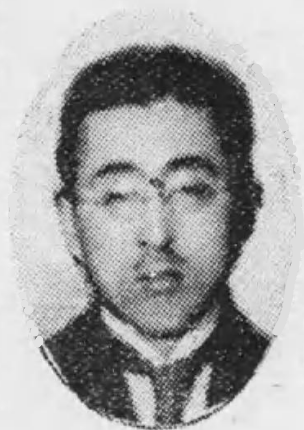
高畑誠一／9月19日没

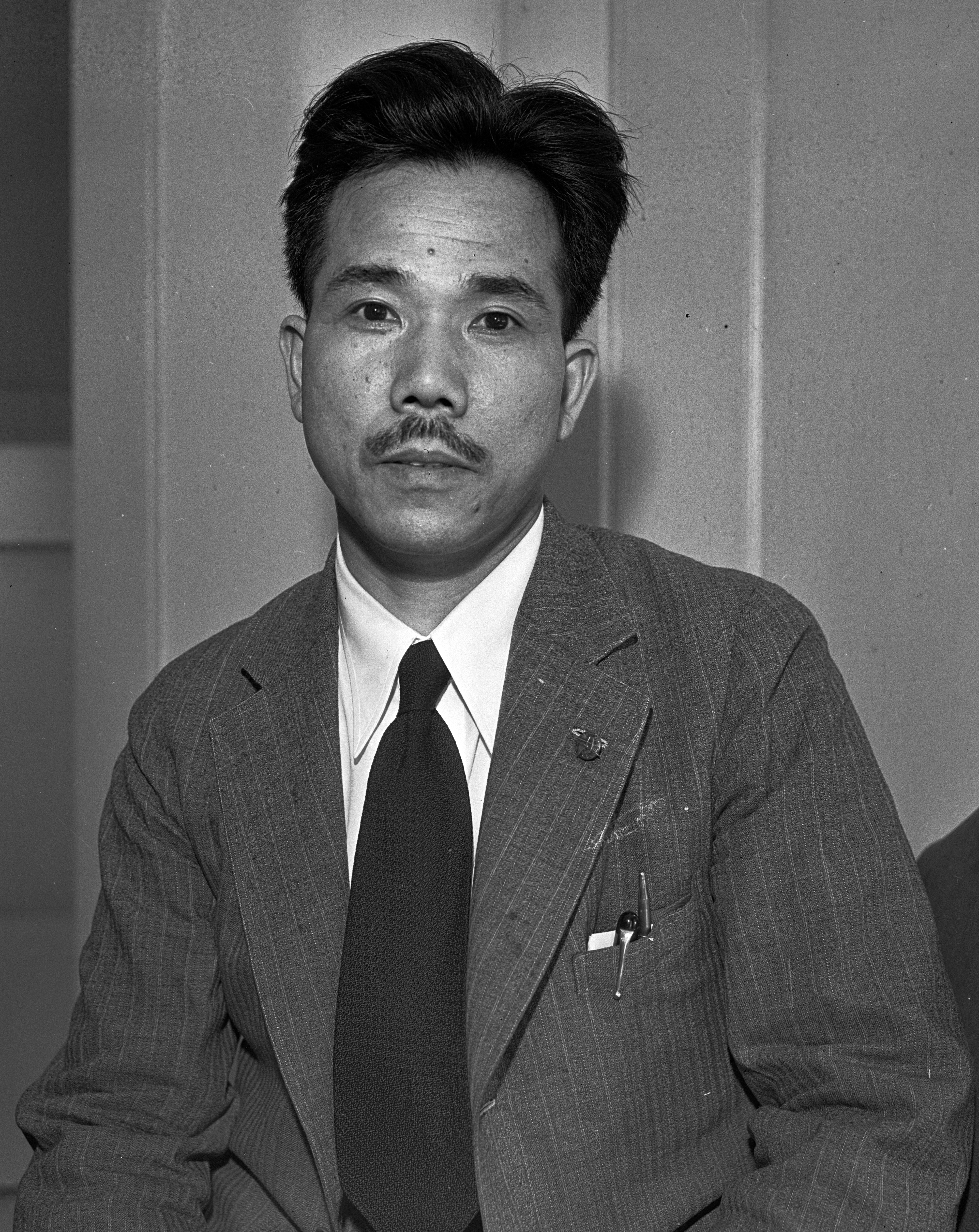
加藤勘十／9月27日没

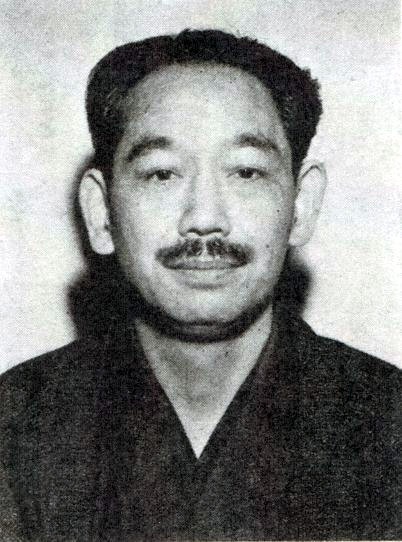
山岡荘八／9月30日没

- 9月16日 - 佐野文子、社会運動家・社会事業家（* 1893年）
- 9月16日 - 河口陽一、政治家（* 1906年）
- 9月17日 - 伊藤研之、洋画家（* 1907年）
- 9月18日 - 石橋雅義、化学者（* 1896年）
- 9月19日 - 高畑誠一、実業家、日商岩井の創業者（* 1887年）
- 9月21日 - 小野哲、鉄道官僚・政治家（* 1900年）
- 9月22日 - 山口槌夫、陸軍軍人（* 1896年）
- 9月23日 - ライマン・ボストック、メジャーリーガー（* 1950年）
- 9月26日 - 宮原誠一、教育者（* 1909年）
- 9月27日 - 加藤勘十、政治家・労働運動家（* 1892年）
- 9月27日 - 秋山國三、歴史学者・同志社大学名誉教授（* 1907年）
- 9月27日 - 三代目市川翠扇、女優（* 1913年）
- 9月28日 - ヨハネ・パウロ1世、第262代ローマ教皇（* 1912年）
- 9月29日 - 杉村勇造、中国美術学者（* 1900年）
- 9月30日 - 山岡荘八、小説家（* 1907年）